# 비바모빌리티 VBUS
비바모빌리티 VBUS는 비바모빌리티의 버스 시리즈이다.